# المساجد (المفتاح)

تعديل مصدري - تعديل

المساجد هي إحدى قرى عزلة الجبر الاعلى بمديرية المفتاح التابعة لمحافظة حجة، بلغ تعداد سكانها 519 نسمة حسب تعداد اليمن لعام 2004.